# 서지원 (성우)
서지원(19??년 ?월 ?일 ~ 2010년 1월 4일)은 대한민국의 성우이다. 1977년 KBS에 입사했으며, 현재는 KBS 15기이다. 한국방송 성우극회 소속.
홍쇼에서 장광에 의하면 고인이 되었다고 언급했다.

## 주요 출연작품

### 애니메이션
- 은비까비의 옛날옛적에 (KBS)